# Terråk
Terråk es una localidad del municipio de Bindal, en la provincia de Nordland, Noruega. Tiene una población estimada, a inicios de 2021, de 515 habitantes.
Está ubicada en la costa noroccidental de la península escandinava, cerca del fiordo Ofotfjord, a una altitud de 19 metros sobre el nivel del mar.